# ブルノ・ルック
ブルノ・ルック（Bruno Lukk, 1909年6月30日 - 1991年5月31日）は、ソビエト連邦出身のピアノ奏者。

## 経歴
1909年、チュソボイ生まれ。タルトゥでマリア・ベートゲにピアノの個人指導を受け、タルトゥ音楽院でベートゲとヤゼップ・ヴィトルスの薫陶を受ける。1928年に音楽院を卒業後、ベルリンに留学し、パウル・ヒンデミットに作曲、レオニード・クロイツァーにピアノをそれぞれ学んだ。
1940年からタルトゥ音楽院で後進の指導を行いながら演奏活動を行った。1948年から1951年にはタリン音楽院の院長を務めた。1991年、タリンにて没。

## 註
1. ↑  Tõnso, Vello (1996). Sünnipäevade kalender. Eesti Entsüklopeediakirjastus. p. 97. ISBN 9785899000881. OCLC 924659498
2. ↑  “Bruno Lukk”. 2017年4月21日時点のオリジナルよりアーカイブ。2017年4月21日閲覧。

| スタブアイコン | サブスタブ | この項目は、まだ閲覧者の調べものの参照としては役立たない、人物に関連した書きかけの項目です。この項目を加筆・訂正などしてくださる協力者を求めています（P:人物伝/PJ:人物伝）。 |